# Epitonium scalare
De kostbare wenteltrap (Epitonium scalare) is een zeeslak.
Vroeger werd er veel geld betaald voor de zeldzame schelp.
Deze soort leeft op de bodem van de zee en voedt zich daar met Actinia, een zeeanemonen geslacht.